# اوبیه
اوبیه (به فرانسوی: Aubiet) یک کمون در فرانسه است که در canton of Gimont واقع شده‌است. اوبیه ۳۸٫۹۶ کیلومتر مربع مساحت دارد ۱۵۰ متر بالاتر از سطح دریا واقع شده‌است.